# Ас-Сухейлія
Ес-Сухейлія (англ. al-Suhayliyah, араб. السحيلية) — поселення в Сирії, що складає невеличку друзьку общину в нохії Еш-Шейх-Маскін, яка входить до складу мінтаки Ізра в південній сирійській мухафазі Дар'а.